# Doratulina rubrolineata
Doratulina rubrolineata är en insektsart som beskrevs av William Lucas Distant 1908. Doratulina rubrolineata ingår i släktet Doratulina och familjen dvärgstritar. Inga underarter finns listade i Catalogue of Life.